# Jean-François Aubé
Pour les articles homonymes, voir Aubé.
 (juillet 2025).
Si vous disposez d'ouvrages ou d'articles de référence ou si vous connaissez des sites web de qualité traitant du thème abordé ici, merci de compléter l'article en donnant les références utiles à sa vérifiabilité et en les liant à la section « Notes et références ».
Jean-François Aubé est un artiste multidisciplinaire spécialiste des voix hors champ, un auteur, un acteur, un musicien et un chanteur québécois. 

## Carrière
Cofondateur du duo Laymen Twaist en 1986, il est aussi connu pour avoir été un joueur d'improvisation théâtrale dans la Ligue d'improvisation montréalaise et plus récemment dans la Ligue nationale d'improvisation. En 2005, il publie son premier recueil, « Chair à canon » aux Éditions Stanké et en 2008, il publie « Buisson ardent ».
Il est directeur artistique et coanimateur du cabaret littéraire des « Auteurs du dimanche » avec Martin Petit au Verre Bouteille de Montréal de 2001 à 2009.